# Xã Richland, Quận Jay, Indiana
Xã Richland (tiếng Anh: Richland Township) là một xã thuộc quận Jay, tiểu bang Indiana, Hoa Kỳ. Năm 2010, dân số của xã này là 4.518 người.